# Campaspero
Campaspero è un comune spagnolo di 1 330 abitanti situato nella comunità autonoma di Castiglia e León.